# شيل العالمية
شركة شيل العالمية باللغة الكورية:( 제일기획) هي شركة تسويق تابعة لمجموعة سامسونج تقدم خدمات الإعلان والعلاقات العامة والتسويق للعملاء والصناعة الرياضية والتسويق الإلكتروني وما إلى ذلك. تأسست الشركة عام 1973 ويقع مقرها الرئيسي في سول كوريا الجنوبية.
هي أكبر وكالة إعلانات في البلاد والعاشرة عالميًا من حيث إيرادات عام 2022  ورابع عشر شبكة وكالات إبداعية في العالم. من بين عملائها الرئيسيين سامسونج وأبسولوت وأديداس وشركة كوكا كولا وجنرال إلكتريك وجنرال موتورز ومجموعة ليغو ومايكروسوفت ونستله ورويال داتش شل. لديها 53 مكتبًا منتشرة في 5 قارات ورابطة الدول المستقلة.

## تاريخها
تأسست الشركة عام 1973 من قبل إي بيونغ تشول رجل الأعمال الكوري الذي أسس مجموعة سامسونج، وكان الاسم الرسمي هو شيل للإتصالات. في عام  1977بدأت في إجراء أولى استطلاعات نمط الحياة على مستوى البلاد في كوريا وفي عام 1989 أقامت مشروعًا مشتركًا مع بوزيل وفي عام 1999 أنشأت هاكوهدو شيل وفي عام 2008 غيرت الشركة اسمها إلى شيل العالمية.
افتتحت شركة شيل العالمية أول مكتب فرعي دولي لها في طوكيو عام 1988 وأسست شيل الولايات المتحدة الأمريكية بعد أربع سنوات. منذ أواخر العقد الأول من القرن الحادي والعشرين بدأت في الاستحواذ على حصص في وكالات خارجية. استحوذت على حصة في وكالة بيتي ماكغينيس بونجاي التي تتخذ من لندن مقرًا لها في عام 2008 والمتجر الرقمي مجموعة باربيريان الذي يتخذ من نيويورك مقرًا له في عام 2009. من أجل تعزيز وجودها بشكل أكبر في الولايات المتحدة والصين، اشترت شيل وكالتين أخريين في عام 2012 ماكيني وبرافو آسيا.
في الآونة الأخيرة من يناير 2019 افتتحت مكتبًا جديدًا في بوينس آيرس الأرجنتين مما زاد من انتشار الشركة العالمي إلى 44 دولة. اعتباراً من مايو 2019 لدى شيل  53 مكتبًا و 9 شركات تابعة عبر 44 دولة.
في نوفمبر 2014 أعلنت أنها وقعت صفقة للاستحواذ على استثمار أولي كبير في الوكالة التي تتخذ من المملكة المتحدة مقراً لها آيريس العالمية. قد تصل الصفقة إلى 100٪ من الأعمال خلال السنوات الخمس المقبلة. في عام 2016 استحوذت على فاونديد وهي وكالة إبداعية لها مكاتب في لندن وسان فرانسيسكو.
في ديسمبر 2017 تم تعيين نائب الرئيس التنفيذي جونغكيون يو رئيسًا تنفيذيًا بعد استقالة دايكي ليم.
أعلنت شيل العالمية في يونيو 2020 عن شراء كولور داتا وهي شركة تحليلات بيانات وسائل التواصل الاجتماعي مقرها الصين. صرحت وكالة الشبكة أن الاستحواذ يساعد على تعزيز مهاراتها التسويقية القائمة على البيانات.

## الجوائز والتقدير
حصل عمل شيل لـ تيسكو هوم بلس على جائزة جراند بريكس وأربع ميداليات ذهبية في مهرجان كانز ليونز الدولي للإبداع لعام 2011 وحملة العام الرقمية في ساوث باي ساوث ويست لعام 2012. حتى بعد مرور عام على إطلاق الحملة أشادت صحيفة آديج الصناعية بعمل هوم بلس باعتباره "الحملة ذات التأثير الدائم الذي لا تراه في العديد من الحملات المشهورة الأخرى".
تم الاعتراف بمجموعة أوسع من أعمال شيل في عام 2012. وتشمل جوائزها 12 جائزة كانز ليونز بما في ذلك 3 ميداليات ذهبيات وجائزة جراند بريكس في سبايكس اسيا والتي قدم فيها سيمون هونغ المدير الإبداعي التنفيذي لشركة شيل جلسة ندوة حول موضوع "لا شيء يصبح حقيقيًا حتى يتم اختباره". ناقش تجربة العلامة التجارية للمستهلكين ومدى أهمية الإبداع والتكنولوجيا. في وقت سابق من نفس العام تعاونت شيل مع مجموعة بوب كوري وتو ني ون لإقامة ندوة في مهرجان كانز ليونز. تناولت الجلسة كيف أدى التقدم التكنولوجي إلى دفع "الموجة الكورية"، كيف يغزو البوب الكوري العالم من خلال الوسائط الرقمية والاجتماعية وماذا يعني ذلك للإعلان.
في عام 2013، فازت مجموعة باربيريان وهي وكالة رقمية أمريكية استحوذت عليها شيل في عام 2009 بجائزة جراند بريكس للابتكار في مهرجان كانز ليونز. بالإضافة إلى قائمة الجوائز فاز جسر الحياة بجائزة جراند CLIO للإتصالات العامة وميداليتين ذهبية وميدالية تيتانيوم في مهرجان كانز ليونز. في كانز ليونز 2013 حصلت شيل المملكة المتحدة على ميدالية ذهبية وميداليتين برونزية لحملة We are David Bailey، حصل مكتب الشركة الألمانية Free the Forced على جائزة ميدالية ذهبية وميدالية فضية وأربعة ميداليات برونزية. في وقت لاحق في عام 2013 في Eurobest تحدث سايمون هاثواي ودانيل فياندكا من شيل عن ظهور التسويق للعملاء وما يمكن أن يتعلمه بقية العالم عن هذا المجال من كوريا الجنوبية.
تحدثت شيل مرة أخرى في ندوة كانز ليونز في يونيو 2014 مع متحدث ضيف من سامسونج للإلكترونيات. تناولت الندوة كيف غير عصر الهاتف المحمول جذريًا من الطريقة التي نعيش بها حياتنا وكيف غير ذلك الشركات التي يتعين عليها تسويق منتجاتها وخدماتها لهذا الجيل سريع التغير من الهواتف المحمولة.
في عام 2015 فازت شركة شيل بعشر جوائز كانز ليونز بما في ذلك جائزة ميدالية ذهبية وثلاث جوائز ميداليات فضية وبرونزية لحملة لوك ات مي. كما فازت حملة لوك ات مي بجائزة جراند بريكس في سبايكس اسيا. تحدث بيتر كيم الرئيس التنفيذي الرقمي في شيل إلى الجمهور في ندوة كانز ليونز وقدم عشرة رؤى حول الأشياء التي ستتغير في وسائل التواصل الاجتماعي خلال العقد المقبل.
في عام 2016 فازت شيل العالمية الإسبانية على جائزة ميدالية ذهبية وميدالية برونزية لحملة بليند كاب في كانز ليونز. كما سلطت شيل والمتحدث الضيف من KT الضوء على التغيير الهائل الذي سيحدثه إنترنت الأشياء على التسويق مما يؤدي إلى تنويع تجارب العلامة تجارية الفردية والمستقلة لكل مستهلك.
في عام 2017 فازت شركة آيريس العالمية بجائزة ميدالية فضية وأربع ميداليات برونزية لحملة أديداس غليتش في مهرجان كانز ليونز. استضافت شركة شيل ندوتين بالشراكة مع سي جي إي آند إم. في الجلسة الأولى مع المنتج التلفزيوني الكوري الجنوبي الشهير يونغسوك ناه والممثل سيوجين لي تحدثت شيل عن "قوة الملل" التي تنتشر على نطاق واسع خارج البرامج التلفزيونية إلى مجالات مختلفة أخرى بما في ذلك الإعلان والأفلام والألعاب. في الجلسة الثانية مع واي جي إنترتينمنت الولايات المتحدة الأمريكية شاركت شيل رؤى حول صعود البوب الكوري ونمط حياة البوب الكوري.

## الروابط الخارجية
- الموقع الرسمي
- بيانات الأعمال لشركة شيل العالمية: بلومبيرغ، جوجل، رويترز، ياهو!